# Йов Почаївський
Іо́в Поча́ївський, Іван Залізо (Желізо); (1550/1551 — 28 жовтня 1651, Почаївський монастир) — православний святий, ігумен Почаївського монастиря, автор збірки моральних порад і повчань «Пчола Почаївська». У своєму звеличенні «чернечої бідності» як найвищої моральної цінності він доходить до того, що вимагає поширення її на світських людей. Єдине, що світська людина може мати більше від ченця - дружину; в усьому іншому мирянин і чернець повинні суворо дотримуватися принципу некористолюбства.

## Життєпис
Преподобний Іов народився у 1551 році в Галичині, на Покутті, що лежить між Карпатами та Дністром, біля міста Коломиї, на території сучасного села Угорники. Батьки його, побожні та христолюбиві люди, Іван та Агата (Агафія) на прізвище Залізо (Желізо) при святому хрещенні дали хлопчикові ім'я Іван, на честь пророка та Предтечі Господнього Іоана.

### Дитинство
Маленький Іоан з дитинства увібрав у себе дух батьківської побожності, щирості й любові до Бога та Православної Церкви.[джерело?] Приклади великих християнських подвижників, насамперед тезоіменитого йому Предтечі Господнього Іоана, пізніше твори преподобного Іоана Ліствичника, житія преподобних Сава Освящений та Іоана Дамаскіна були азбукою християнського благочестя для майбутнього Преподобного. «Малий літами, але досконалий розумом», як пише його біограф Досифей, хлопчик вже тоді відрізнявся від звичайних дітей своїми високими духовними прагненнями. Ніколи слово й діло, знання та вчинки не йшли в нього всупереч, але завжди була між ними повна відповідність. Все подальше життя Преподобний ніколи не прагнув до слідування таким аскетичним подвигам і чеснотам древніх подвижників і святих людей, до яких не почував себе спроможним, а завжди вибирав для наслідування тільки те, що найбільше відповідало його духовному зростанню і потребам душі. Тож і не дивно, що в душі, яка прагнула до самітництва та пустельного подвижницького життя, любов до Бога взяла верх над сильною любов'ю до батьків, і Іоанн вирішив залишити їх, щоб стати монахом — воїном Христовим.

## Чернець в Угорницькому Спасо-Преображенському монастирі
У десять років хлопчик таємно покидає батьківську оселю і вирушає до найближчого Угорницького Спасо-Преображенського монастиря, що знаходився в Галичині (Покуття), та просить ігумена прийняти його «послужити братії». Прозорливий ігумен, передбачаючи в хлоп'яті Божого обранця, радо прийняв його та поставив нести послух церковний. Отрок Іоан ревно віддається своїм обов'язкам, але, не задовільняючись ними, прагне вгодити кожному з найменших монастирських робітників різними послугами, виявляючи доброзичливість, покірливість та братолюбство. Смиренням та аскетичними подвигами Іоан очищав і вдосконалював свою душу та тіло. Ігумен, бачачи його добрі нрави та глибоке смирення, прийняв його до числа іноків обителі і незабаром (з загальної згоди братії), як говорить його біограф, постриг (на дванадцятому році життя) в монашество, давши йому ім'я Йов. З цього часу перед просвітленим розумом інока постав новий великий взірець для наслідування — образ життя ветхозавітного праведника, багатостраждального Іова. «Не ім'ям тільки, говорить про юного Йова описувач його житія Досифей, але й самим ділом багатостраждальному ветхозавітному Іову, блаженнійший отець наш Йов не тільки уподобився, але, скажу краще в усіх скорботах житія далеко перевершив. Тому що в того скорбота від скорботи, хвороба від хвороби народжувались попущенням Божим; цей же добровільно, за власним бажанням, томився, не жаліючи себе, при проходженні ступенів найжорстокішого подвижницького життя».
Життя преподобного Йова після прийняття іноцтва настільки було чистим і бездоганним, не зважаючи на весь тягар іноцького подвигу, що Досифей у написаному ним житії Преподобного уподібнює його ангелу. «Був… інок… не так літами, як добрими ділами красний, живучи посеред братії, як ангел, і з кожним днем все більше і більше вдосконалюючись в благодіяннях». Преподобний, незважаючи на свої роки, став прикладом і взірцем для братії, своїм життям даючи зрозуміти їм їхні кращі якості та недоліки. Угорницький настоятель не помилився, коли визнав у ньому «доброго воїна» Церкви. Проводячи святе життя і зростаючи в чеснотах, Іов дійшов повноліття — 30 років (десь у 1581 р.). Тоді настоятель монастиря запропонував йому прийняти сан священника. Смиренний інок довго відмовлявся від цієї високої честі, але, поступаючись перед волею настоятеля, мусив задля святого обов'язку послуху прийняти пресвітерський сан.
Сяючи світлом віри й побожності, Іов скоро став відомим по всій Галичині та на Волині.

## Ігумен вДубенському Хрестовоздвиженському монастирі
В цей час для православної Західної Русі, за попущенням Божим, настало важке випробування. Король польський на Люблінському сеймі 1569 р. присягав на хресті Господньому, що всім народам, об'єднаним під його владою, не буде кривди в його королівстві, а всім буде однаковий захист і один закон, справедливий для всіх. Але він та його шляхтичі зламали свою присягу і обманули довірливих. Вони склали вигідну для себе конституцію, за якою споконвічні українські землі було захоплено польськими та ополяченими українськими магнатами. Позбавивши українських людей усяких прав, польське магнатство, заохочуване єзуїтами, наклало свою руку на свободу совісті українського народу. Віру Православну вони віддали на приниження, ганьбу та переслідування, називаючи її «хлопською вірою». Православні храми часто силоміць передавались уніатам і навіть католикам, а іноді нарівні з шинками й млинами віддавались в оренду, і орендарі тільки за плату дозволяли відправу в церкві. Внаслідок таких насильств велика кількість української шляхти відцуралася свого народу, Православної віри і подалася за королівсько-панською ласкою до латинства. Але ще було чимало древніх шляхетних родів, які залишалися вірними рідному народові та Православ'ю. Їх очолював сильний, мудрий й авторитетний навіть при королівському дворі князь Василь Костянтин Острозький. Йому потрібні були помічники для зміцнення Православ'я в боротьбі з войовничим католицизмом. Довідавшись про святого подвижника, князь Василь Костянтин зупинив свій вибір на молодому угорницькому священоінокові, почав просити ігумена Угорницького монастиря відпустити Іова до Дубенської обителі, що знаходилася у маєтностях К. І. Острозького, щоб Іов своїм прикладом підтримав в ній дух істинно християнського православного монашества. Йому хотілося бачити в іноках істинних монахів, якими вони повинні були бути, виконуючи настанови законо-положників монаства, — людьми особливо твердими в вірі та провідниками в життя своїх переконань, людьми з повною відповідністю між словом, почуттям і ділом, стійкими проти спокус іновір'я та єресей. Він бажав, щоб монастирі, що знаходяться в його володіннях, були розсадниками таких істинних представників православного чернецтва, і через це протиставити їх з одного боку протестантським громадам, з другого — католицьким чернечим орденам і, особливо, єзуїтському. Такій задачі князя К. В. Острозького відповідало життя преподобного Іова, який знав, що Преподобний з дитинства любив займатися читанням книг і намагався уподібнюватися своїм життям взірцям древнього монаства. Знаючи це, він не раз звертався до ігумена Угорницького Спасо-Преображенського монастиря, просячи його відпустити блаженного Іова до Хрестовоздвиженської обителі, що знаходилася в місті Дубно, на острові, для того, щоб він своїм прикладом показав інокам цієї обителі «образ працелюбного та богоугодного житія», вчив братію та керував її життям духовним. З жалем у серці вислуховував ці прохання ігумен Угорницький, але в силу того, що вони повторювалися безперервно, повинен був задовольнити прохання князя і відпустити Іова з Угорницької обителі.
Незабаром, після переходу до Дубенського монастиря, братія обирає Іова своїм ігуменом. Це звання додавало Преподобному нових обов'язків в зв'язку з пригнобленим становищем Православ'я тодішнього західного краю та особливим розташуванням Дубенського Хрестовоздвиженського монастиря (знаходився біля самого міста, і будучи одним із відомих центрів громадського життя, повинен був виконувати роль світильника для населення околиць).

## Апологетична діяльність і літературна праця
У Дубенській обителі та її околицях він своїм словом і прикладом підтримував дух народної відданості Православній вірі, а тому його обитель у той час була одною з твердинь православ'я на Західній Україні. За сприяння та покровительства князя Дубенський ігумен одразу ж виступає на захист гнобленого православ'я. Преподобний розумів, що першим засобом має бути церковна просвіта в дусі чистої віри, а тому докладає усіх зусиль до переписування та поширювання книг духовно-релігійного змісту. З цією метою він зібрав навколо себе ціле братство, яке за його вказівками вивчало та перекладало слов'янською потрібні книги та переписувало їх для поширення у великій кількості. Преподобний і сам, як оповідає його житіє, «писанием книг церковних упражняшеся». Перший автор «Жития блаженного отца нашего Иова Железо», учень його, ієромонах Досифей пише, що ці книги «до сего дне в том же монастире обретаются» (вид. у Почаєві, с. 5). І, справді, в Почаївській Лаврі зберігалась до 1932 року, як пам'ятка літературної праці Преподобного, «КНИГА БЛАЖЕННОГО ІОВА ПОЧАЄВСКОГО, ВЛАСНОЮ РУКОЮ ЄГО НАПИСАННАЯ» (каталог, № 127), що містила в собі до 80 повчань, бесід і проповідей Преподобного. На превеликий жаль, цю книгу, разом з іншими архівними документами, було забрано до Варшави під час польського панування. Але, на щастя, цю книгу, написану Преподобним слов'янською мовою, було перекладено і видано в 1884 р. під редакцією професора Київської духовної академії Н. І. Пєтрова під назвою «Пчела Почаевская». Наскільки відповідним до оригіналу є цей переклад, сказати важко, але слід мати на увазі, що неточності тут можуть бути лише в окремих деталях. Переглядаючи цей твір, бачимо, що він містить власні повчання преподобного Йова, а також: цитати із святоотцівських творів, з християнської апологетичної літератури та з творів світських авторів, спрямовані проти сектантів, які сіяли смуту серед тогочасних русинів (українців).
У XVI столітті в Західній Україні поширювалися протестантські течії (переважно кальвінізм), а також — соцініанська єресь, яка поширилася із сусідньої Польщі. Соцініанці мали на Волині близько 150 спільнот. Вони проповідували форму монотеїзму у вигляді галузки юдаїзму і ставили Мойсеєве П'ятикнижжя (Тору) вище за Євангеліє. Ці єретики відкидали всі християнські догмати: про Святу Трійцю, про Божу Природу Ісуса Христа, про Непрочне Зачаття, про Воскресіння та Відкуплення, про Приснодівство Божої Матері, а також: відкидали християнські Таїнства. Ця єресь прийшла і на Волинь. Сюди 1554 р. також прибув із Москви тамтешній єресіарх Феодосій Косой, який до цього був приятелем ігумена Троїце-Сергієвого монастиря, Артемія, на якого мав великий вплив. Погляди Косого були дуже близькі до соціоніанців. Там він мав чимало громад зі своїми школами, вчителями та проповідниками. Природно, що преподобний Йов не міг бути байдужим спостерігачем діяльності сектантів. У його книзі знаходимо апологетичні тлумачення найважливіших догматів Православ'я — про Св. Трійцю, про Божество Ісуса Христа, про істинну Божественну та людську природу Його, про Пресвяту Богородицю, про Тайну Хрещення та всі ті правди віри, які відкидалися єретиками.
Борючись з протестантськими сектами, Преподобний, можливо, іноді полемізував із латинським обрядом. В «Слові на Великий четвер» він заперечує доцільність відправляння Таїнства Євхаристії на опрісноках, зауважуючи, що це не відповідає Переданню Церкви. Втім, немає підтверджувальних доказів того припущення, що автором «Слова на Великий четвер» справді є Йов Почаївський, йдеться про твір, який дехто приписує його авторству. Преподобний Йов не лише обороняв чистоту віри від посягань єретиків, насамперед він пильно виконував свої обов'язки настоятеля монастиря, дбав про зовнішнє та внутрішнє впорядкування його життя, що перед його ігуменством знаходилось у занепаді. Намагаючись відновити порядок у монастирі Преподобний звернувся до Студійського уставу, який засновники монастиря поклали за взірець. Зрозуміло, що при тодішньому становищі спільножиттєвого устрою Преподобний помітив низку відхилень від основного уставу довіреного йому монастиря.
У обителі Феодора Студита, за зразком якої було влаштовано Хрестовоздвиженський монастир, з початком Великого посту монастирські ворота зачинялися і відчинялися для мирян тільки в Лазареву суботу. В афонському уставі 971 року, складеному за редакцією студійського ігумена Євфимія, було обов'язковим для насельників, щоб у святу чотиридесятницю всі: і ті, хто подвизається наодинці, і ті хто живе спільно, перебували у безмовності і не ходили один до другого без вагомої причини або без крайньої потреби лікування сороміцьких помислів. Та й самим ігуменам не дозволяється в ці святі дні, крім субот, здійснювати роботи, або робити що-небудь інше, крім духовного, без особливої необхідності. Навряд чи дотримувалися цього всього в Хрестовоздвиженському монастирі до ігуменства Іова; тим часом, він відновив такий порядок життя в монастирі. Недарма побожний князь Василь Констянтин Констянтинович полюбляв усамітнюватися в Дубенській обителі, проводячи тут іноді по цілому тижневі і відкриваючи душу святому ігумену.
Існує переказ, що Василь Костянтин Острозький, маючи особливу любов і повагу до цього монастиря, на першому тижні Великого посту усамітнювався для молитви та посту, готував себе до сповіді й святого Причастя, скидаючи з себе тут княже вбрання і зодягаючись в іноцьке.
Запроваджуючи такий порядок спільного життя, преподобний Іов перш за все піклувався про піднесення духу монашого життя в монастирі та найбільшого його наближення до того високого прикладу, який було покладено за основу. З турботою про духовність обителі Преподобний звертає також увагу на підняття внутрішнього духового життя у ввіреній йому обителі. За статутом настоятель кожну седмицю декілька разів повинен був повчати братію або сам, або через кого-небудь іншого. Так, наприклад, у перші шість тижнів Великого посту, за винятком субот і неділь, у Хрестовоздвиженському монастирі для братії проводились читання з «Лєствиці» преподобного Іоана Синайського. Між рукописами обителі збереглася ця книга сучасна преподобному Іову, з вказівками читань із неї протягом шести седмиць Великого посту на кожний день тижня, за винятком субот і неділь. Після Лазаревої суботи повчальні читання не припинялися, але вже набували іншого характеру, — складалися зі святоотецьких і власних слів, бесід Преподобного, висвітлюючи найбільш важливі моменти та таємниці глибин нашого покаяння. Сам Преподобний ревно виконував усі вимоги статуту, являючи собою взірець монашого життя.
Преподобний також і сам займався складанням книг. Він робив виписки з творів святих отців і складав повчання та бесіди. Така діяльність ігумена, його слава та святість приваблювали до себе віруючий народ та робили його широко відомим. «Сего ради, — оповідає Досифей, — начаша вся окрестния страны совирдясь, чєстию и похвалами стужати ему». Це було не до душі смиренному інокові, бо не того він шукав, прийшовши до монастиря ще в ранні роки.
Тому в преподобного Іова виникає бажання залишити Дубенський монастир і шукати собі іншого місця для подвигів, подалі від слави людської. На той час князь Острозький, змагаючись з католицизмом, бажав перетворити усі монастирі на своїх землях у спільножительні за уставом святого Василія Великого, що скасовувало можливість самітницького життя, до якого з дитинства прагнула душа Іова. Тому-то і пішов він на гору «от древле светлостию чудес многих сияющую», бо бажав спасатися тут в тиші безмовного пустельництва.

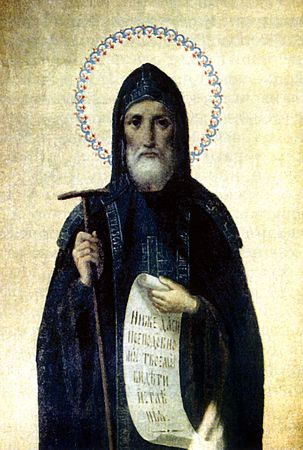
Святий Йов Почаївський

## Оселення на Почаївській горі
Таємно покинувши у 1604 році Дубенський монастир після 20 років ігуменського служіння, та, уславивши його над усіма монастирями того краю, преподобний Іов у вигляді простого ченця оселяється на Почаївській горі, яка була відома чудесним з'явленням на ній Матері Божої. Ченці там проводили затворницьке життя в окремих печерах і сходилися до церкви тільки на молитву. Але в усамітненні пробув недовго.
У 1597 році володарка Почаєва — побожна Ганна Гойська — передала до збудованої на Почаївській горі Успенської церкви чудотворну ікону Богоматері (дарунок грецького митрополита Неофіта благочестивій поміщиці за її гостинність), яка до того часу перебувала в домі Гойської, і обдарувала обитель землею та маєтками з тим, щоб монастир з пустельницького було перетворено на спільножиттєвий.
Порядок життя монастиря тільки почав створюватися. Ми не знаємо імен перших поселенців Почаєва, знаємо тільки, те, що на той час, коли преподобний Іов оселився на горі, братія була дуже нечисленною. Але відчувши у Преподобному велику духовну силу, єдинодушно зі слізними проханнями поставила його ігуменом та начальником нововлаштовуваної обителі. Цікаво, що ні письмові свідоцтва, ні усні передання не зберегли ніяких свідчень про настоятелів, які б передували преподобному Іову. До нього почаївські пустельники, за прикладом 12 пустельників Афону, могли і не мати особливих настоятелів, а тільки керувались настановами духовних старців, імена яких не збереглися. Преподобний Іов був першим справжнім організатором Почаївської обителі, що тільки-но виникала.
За словами Досифея, «сицєвого стража зело подвижна и искусна изволи имєти Прєсвятая Дева Богородица Мария в своєй небеси подокящєйся обитєли». Преподобний ввів в своїй обителі древній Студійський устав, влаштовуючи в ній життя за прикладом Києво-Печерської Лаври.
Подвижник, який шукав усамітнення, знову став пастирем душ людських. Цього разу йому довелося прийняти на себе ще більше турбот і праці, ніж колись у Дубні. В ті перші роки потрібно було мати велику мудрість, твердість волі, глибоку впевненість та стійкість в Православ'ї не тільки для того, щоб керувати обителю, що будується, але і просто для того, щоб зберегти свою віру. І ось, великий аскет, любитель молитовної тиші та пустельництва, ревно береться за цю, Богом дану йому справу, не нехтуючи тягарем тієї праці, що пов'язана з матеріальним влаштуванням обителі.
І весь цей тягар та клопоти, такі чужі його внутрішньому духовному устрою й високій молитві та подвигам, з покорою несе він до кінця свого життя, тому що такі задачі покладалися на нього Промислом. І в подальшому ми бачимо Преподобного у ролі ревного захисника інтересів Православ'я та обителі. Виникало багато турбот. Ці турботи були не тільки матеріального характеру, але й спричинялися тією самою боротьбою з латинством і протестантством.
Ворогів Православ'я дедалі більшало, лави його оборонців серед української шляхти рідшали. Померли головні захисники Православ'я — князь Василь Костянтин Острозький і Гедеон Балабан — єпископ Львівський, син Василя Констянтина Острозького Януш окатоличився та потягнув за собою чимало православної шляхти. Перейшли до латинства знатні литовсько—староруські вельможні роди — Сангушки, Вишневецькі, Слуцькі, Сапіги, Четвертинські, Чорторийські та ін. і стали для простого українського православного люду не меншими гнобителями, ніж польські магнати.
Помер у 1612 році і Перемишльський єпископ Михайло Копистенський, в його особі православні люди в Україні та Білорусі втратили останнього православного єпископа. Латинська навала була такою сильною, що в деяких місцевостях православні могли збиратися на богослужіння лише таємно, вночі, під загрозою розгону з боку поляків[джерело?].
Діяльність преподобного Іова в цей важкий час набула особливого значення. Духовною висотою свого життя він прихилив до себе серця багатьох православних християн і зосередив у своїх руках керівництво їх життям. Заможні волинські шляхтичі, які залишалися вірними Православ'ю, щедро жертвували на обитель Почаївську, і вона скоро набула свого внутрішнього благоустрою. Чудотворна ікона Богоматері, передана Гойською, збирала безліч богомольців, число братії зростало, а тому постала потреба розбудови нового великого храму.
Господь послав преподобному ігуменові побожних фундаторів — подружжя Феодора та Єву Домашевських. Вони не тільки прийняли на себе розбудову церкви, віддавши на це всі свої родинні кошти, але й відписали на утримання монастиреві на майбутнє 33000 золотих — велику на той час суму. Храм в ім'я Живоначальної Трійці було збудовано на тому місці, де в 1240 році з'явилася Божа Мати у вогненному стовпі.
Цілюща стопа Богоматері містилась під склепінням церкви, а Чудотворна ікона була влаштована над царськими вратами і, «сияя чудєсы», укріпляла православних у вірі, а багатьох відступників навертала до віри їх батьків — Православ'я. Впорядкування обителі вимагало від Преподобного виснажливої боротьби з ворогами Православної Церкви, які всіляко шкодили їй.

### Боротьба зАнджеєм Фірлеєм
Особливо складною була боротьба з Анджеєм Фірлеєм — небожем благодійниці монастиря Ганни Гойської. Ще за життя Ганни Фірлей з ненавистю ставився до Почаївського монастиря за ті жертви, які подарувала обителі Гойська. Ставши власником спадщини, Фірлей задумав вижити ченців з Почаївської гори. Домагаючись цього, він заборонив інокам брати воду зі Старого Почаєва і преподобний Іов, помолившись Пресвятій Діві Марії, з братією змушений був копати криницю в скелястих ґрунтах монастирської гори, що вимагало величезної праці при тодішніх технічних засобах. Але Господь не залишив тих, хто уповає на Нього: на глибині 46 метрів з'явилася вода. Цією криницею монастир користується й дотепер. Фірлей, однак, на цьому не зупинився: кілька разів він грабував монастир і відбирав у нього землі, подаровані Гойською. А в 1623 році Фірлей наслав на монастир своїх буйних слуг і вони, пограбувавши обитель, побили багатьох ченців та забрали чудотворний образ Божої Матері. «Бо, думав він, — говорить „Преславна гора Почаївська“, — якщо візьму Чудотворну ікону, іноки не зможуть залишатися на цьому місці». Чверть сторіччя Преподобному довелося вести судові процеси по захисту монастиря у судових установах Кременця та Луцька. Для Фірлея ця «війна» з Богородицею та Преподобним закінчилася очевидною поразкою та напоумленням. Одного разу, скликавши гостей та добряче їх пригостивши, Фірлей, «ОТ радости диавольской НЄ вєдая, что БОЛЕЕ делать», зодягнув свою дружину в церковну одіж та дав їй у руки потир, а для більшого знущання приніс ще й чудотворну Почаївську ікону Божої Матері, збираючись, напевне, потішитися на людях яким-небудь безбожним спектаклем. Але Пречиста не допустила такого знущання над Своєю святинею, і ледве розпочалось це біснування, як на Фірлеєву жінку напал бєс лют, которым она удручаєма была чрєз долгоє врємя. Це «стрясєниє бєсом» справило враження навіть на самого Фірлея, і він змушений був повернути ікону обителі.
Тільки після цього біс покинув його жінку. Після довгої судової тяганини перед самою своєю смертю (1647 р.) Анджей Фірлей, нічого не здобувши, змушений був закінчити боротьбу актом примирення з іноками, «які не були в складі унії» та повернути ікону і частину викраденого монастирського добра. Подібну боротьбу, разом із судовими процесами по захисту майна, заповіданого монастирю різними благодійниками, Іову доводилося вести й з іншими поважними особами, які виявляли вороже ставлення до обителі.
Преподобний Іов відстоював інтереси не тільки свого монастиря, а й сусідніх із монастирем православних церков, бувши для них «дозорцею», тобто доглядачем. Все це вимагало від нього постійного напруження та багатьох зусиль, але не зважаючи на це, він нікого не уповноважував займатися судовими позовами, а завжди сам ніс їх тягар. Як випробуваний воїн, він до кінця свого життя стояв на сторожі обителі Почаївської, сподіваючись лише на допомогу Божу.
Багато праці вклав Преподобний в устрій і процвітання дорученої йому Богом обителі. Він брав участь в усіх монастирських роботах, в усе вникав, мав про все постійне піклування, подаючи братії приклад працьовитості та подвигу. Своїми руками копав городи, садки, насаджував, прививав, чистив, обкопував плодові дерева, копав та чистив монастирські ставки (вони збереглися дотепер), брав участь у будівництві гребель, і ніхто ніколи не бачив його бездіяльним. Турботи його були великими, і, за словами оповідача його житія, тільки «самому Богу, тайная сєрдєц чєловєчєских проникающєму, удобно их сочислити».

### Книгодрукування
У 1626 році Почаївська обитель погоріла. Преподобний Іов, не маючи ніякої матеріальної підтримки на місці, посилає 1 травня 1626 року листа до Московського царя Міхаїла Федоровича. В цьому листі він описує важке становище обителі після пожежі, скаржиться, що число противників Православ'я зростає і просить допомоги на відновлення та впорядкування монастиря.
Це свідчить не тільки про повсякчасне піклування Преподобного про свій монастир, але водночас показує важке становище, в якому знаходилась тоді Православна Церква в Україні, обмежувана та переслідувана латинством.
Дбаючи про добру славу своєї обителі, Преподобний продовжував справу, яку він розпочав у Лубенському монастирі, — видання та поширення православних книг. Маючи тепер більше матеріальних засобів, він заснував при монастирі друкарню, що набула особливого значення для цілого краю. В той час, коли, за свідченням істориків, усі древні друкарні південно-західного краю Росії в першій половині XVII ст. поступово припиняли своє існування, на Волині була тільки одна «слов'яно-руська друкарня Почаївська».
У Почаївській друкарні видавалися книги, спрямовані проти неправдивих вірувань протестантів, а також різні молитви, послання, проскомідійні листи, і взагалі все, необхідне для задоволення духовних потреб православних. Велике значення мало видання в 1612 р. книги «Діоптра мирозрительная», перекладеної з грецької мови ієромонахом Дубенського монастиря Віталієм. На її цінність для сучасників Преподобного вказує те, що вона витримала декілька видань. Не без керівництва Преподобного у 1618 р. було видано книгу «Зерцало Богословія» Кирила Траквіліона-Ставровецького, що була спрямована проти католиків.
Дослідники життя преподобного Йова вважають, що "сам преподобний Йов у певних випадках виступав із словом навчання, маючи здібність промовляти проповіді експромтом.
Апологетична діяльність Йова не обмежувалася територією Волині та сусідніх з нею Західних областей, авторитет почаївського ігумена на той час був дуже високим в православному світі Речі Посполитої. Преподобний був учасником Київського Собору, що відбувся в 1628 році під головуванням митрополита Йова Борецького і стосувався питань упорядкування церковних справ.
Преодобний Іов був вірним сином своєї вітчизни та народу. Коли гетьман Богдан Хмельницький підняв на боротьбу народ України, преподобний Йов давав у себе в монастирі притулок тим, кого війна позбавила житла й засобів існування, надаючи їм духовну та матеріальну допомогу. Багато з них не забули цієї любові та піклування Преподобного про беззахисних і по закінченні воєнних дій віддячували Почаївській обителі своїми пожертвуваннями на її благоустрій.
В почаївському ігуменові ми бачимо поєднання рис характеру, властиве багатьом православним святим, яке досягається лише безперервною внутрішньою роботою та життям за Євангельськими заповідями. Твердість характеру поєднувалась у ньому зі смиренням, великою любов'ю до людей та повною незлобивістю. Так, одного разу, заставши чоловіка, який крав монастирську пшеницю, Преподобний сам допоміг йому перекинути на плечі наповненого краденим зерном мішка, тільки нагадавши йому про заповіді Божі та Страшний суд, коли кожен повинен буде дати відповідь за вчинене.
І злодій, розкаявшись, впав до ніг святого. Був же він людиною відомою в окрузі і тому більше за все боявся розголошення свого вчинку. Але почаївський ігумен зберіг його таємницю; житіє, що згадує цей епізод, так і не розкриває імені тієї людини.
Був Преподобний миролюбивим, небагатослівним та мовчазним, наслідуючи приклад від преподобних Сави Освяченого, Петра Афонського, Антонія Печерського та ін., що за словами Досифея, тільки і можна почути було від нього: «Господи Иисусє Христе, помилуй мя…»
Внутрішнє життя православних святих найчастіше залишається таємницею, яка відома тільки Господу, «испытующему все глубины сердца» (Притч. 20, 27). Про неї до нас доходять лише окремі свідоцтва: розповіді учнів, повчання, що народилися з досвіду молитви. У випадку преподобного Іова таким свідоцтвом стала відома його печера, куди повзком і зараз може залізти не без зусиль не будь-яка людина, і де неможливо ні зручно сісти, ні лягти, ні випростатися. Кожен, хто побував в ній, пам'ятає її слизькі стіни та відчуття повної замкненості й тісноти, що мимоволі наводять на думку про гріб і кінець людського життя…
На цілі дні і навіть тижні залишав святий ігумен свою братію, щоб проводити їх в безперервній молитві, за словами оповідача його житія, «слезами токмо от чистого сердца изливаемыми питаемый». Той самий Досифей, описуючи його духовні подвиги, додає: «Єсли бы каменная пещера, в которой обитал он, имела уста, то она поведала бы нам все тайные подвиги сего многострадального Иова, за словами Євангельськими: ащє люди умолкнут, камени возопиют(Лк. 19, 40).» В ній і зараз можна помітити сліди, що утворилися в гірській породі від численних коліноприклонінь святого.
Серед таких подвигів від довгочасного стояння ноги Преподобного так набрякали, що вкривалися ранами, сліди від яких дотепер залишилися на нетлінних мощах його. Так молився він, за словом того ж учня, «о благостоянии мира во зле лежащего», а одного разу бачив Досифей, як незвичайне світло осяяло печеру Преподобного під час молитви і протягом двох годин світло це, що виходило з глибини печери, освітлювало протилежний бік церкви. «Я же, — говорить свідок, — увидев сие, падши на землю, чрезвычайно напугался, странным таковым видением побежден».
Так усе життя Преподобного проходило в молитвах, подвигах, в піклуванні про добрий лад Дубенського та Почаївського монастирів.

## Кончина і нетління мощей

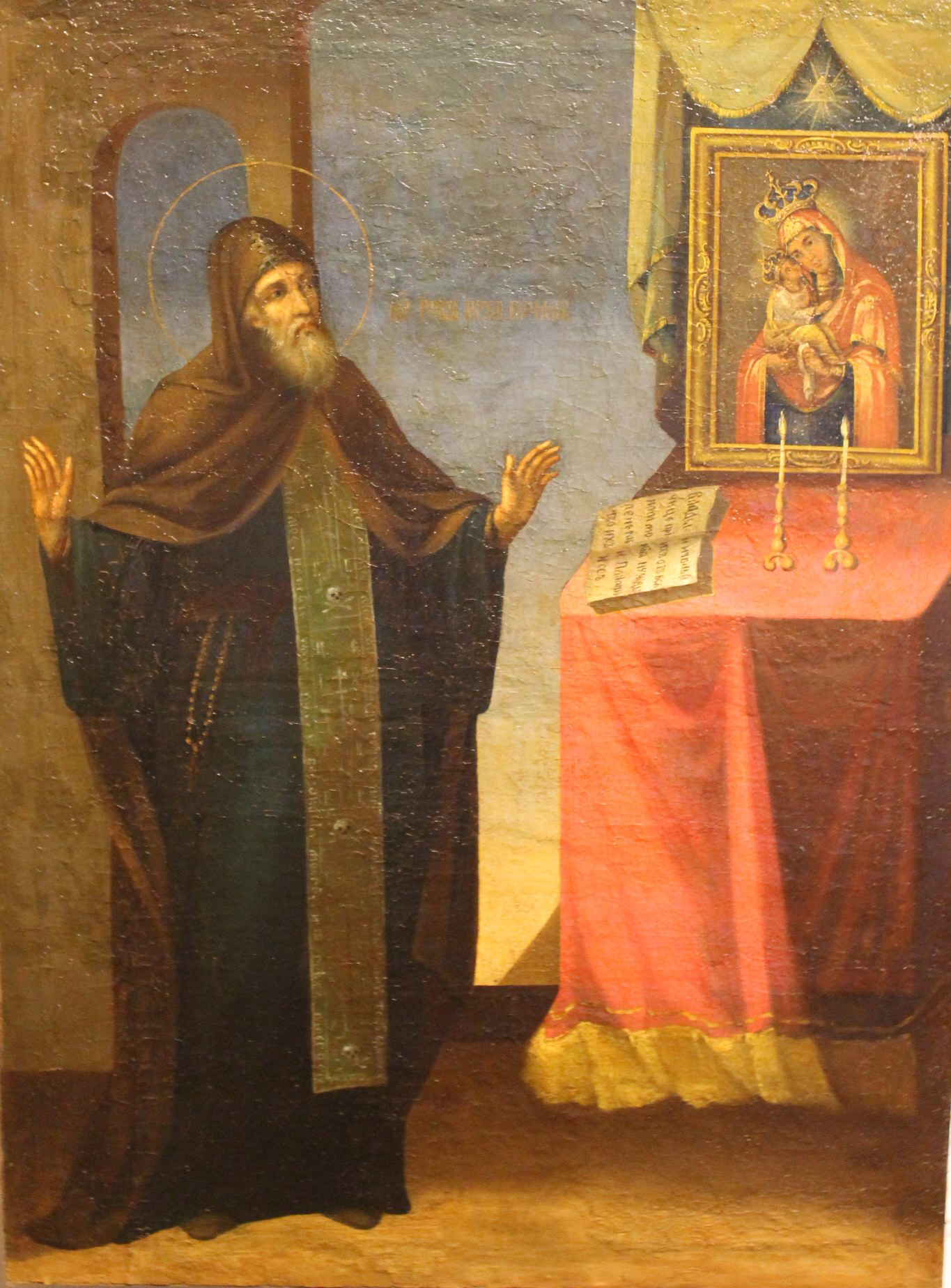
Преподобній Іов Почаївський перед іконою Матері Божої Почаївської. Полотно, олія. Кінець ХІХ ст. З фондів Музею української домашньої ікони в «Замку Радомисль»

Серед великих подвижницьких трудів, серед постійних тривог і турбот минали роки життя Преподобного. Незважаючи на безперервні піклування про благоустрій монастиря, на самозречену подвижницьку працю і на весь, сповнений скорботами, життєвий тягар, Преподобний прожив рівно сто років. 28 жовтня 1651 року, передбачивши за тиждень годину своєї смерті, преподобний відслужив літургію і «воздав братии последнее целование», безболісно та мирно відійшов до Господа.
Почив він в усамітненні, тому що, під кінець свого життя, саме в 1649 р., почуваючи слабкість сил своїх, передав ігуменські справи отцю Самуїлу (Добрянському), продовжуючи однак і після цього іменуватися ігуменом Почаївським. Іноки з щирими сльозами погребли виснажене подвигами тіло свого великого наставника й отця, але воно недовго перебувало в землі. Господь прославив угодника Свого даром чудес і нетлінням мощей. Сім років і дев'ять місяців пролежало тіло преподобного Йова після його поховання. За переданням, в цей час люди іноді бачили незвичайне сяйво над його могилою.
А одного разу Преподобний з'явився у сонному видінні тодішньому київському митрополиту, Дионисію Балабану з такими словами: «Извествую твоєму Преосвященству, яко тобою Бог хощет открыти кости мои». Митрополит був людиною не схильною до марновірства та досить освіченою, і хоча він і впізнав старця, але не поспішав відразу повірити сну та виконати наказ. Видіння повторилось ще раз і ще. Втретє Преподобний вже пригрозив владиці бідою, і тоді той зрозумів, що сни ці були «от Божия произволения».
Того ж дня митрополит вирушив до Почаївської обителі і, розвідавши про життя покійного ігумена, наказав негайно відкрити труну, в якій лежали мощі його. Мощі було знайдено «без всякого нетления, как бы того часа погрєбєнньїє, и исполненные нєдоразумєнного благоухания». 28 серпня 1659 року митрополит Київський Діонисій Балабан з архімандритом Феофаном та братією обителі відкрили домовину преподобного Йова; святі мощі Божого угодника було знайдено нетлінними.
З належними почестями перенесли їх до нещодавно спорудженої церкви Живоначальної Трійці й там поставили для всенародного вшанування. Цей день став великим святом не тільки для Почаївського монастиря, а і для всіх людей Західної України.
На свято знайдення мощей преподобного Йова — 28 серпня до Лаври щороку звідусіль прибуває велика кількість людей, щоб молитвою вшанувати пам'ять великого подвижника Христового. Тепер мощі угодника Божого спочивають у храмі, присвяченому його йменню, поруч із тією печерою, де він чинив свої молитовні подвиги.

## Вшанування пам'яті
У місті Дубно є вулиця Іова Почаївського.

## Дивись також
- Почаївська Успенська лавра